# Sankt Michael (Siedlung)
Sankt Michael war eine Siedlung vor den Toren der Stadt Magdeburg in der Nähe Sudenburgs.

## Lage
Sankt Michael lag westlich des Breiten Wegs, südwestlich der Altenstadt Magdeburg und westlich von Sudenburg, welches sich jedoch in der Zeit des Mittelalters direkt südlich der Altstadt, etwa im heutigen Bereich zwischen Danzstraße und Liebigstraße, befand.

## Geschichte
Die Siedlung Sankt Michael bestand, wie auch die benachbarte Sudenburg, bereits im 10. Jahrhundert zur Zeit Otto I. Nach Gründung des Erzbistums Magdeburg 968 ging der Flecken Sankt Michael, wie auch die anderen Vorstadtsiedlungen, in den Besitz des Erzstifts über. Später wurde Sankt Michael zur Sudenburg gehörig gesehen.
Im Jahre 1200 gründete der Erzbischof Ludolf von Kroppenstedt (1192–1205) in Sankt Michael das Stift St. Peter und Paul. 1203 wird dem Kloster die Kirche St. Michaelis zugewiesen. Das Kloster und seine Besitztümer werden 1207 von Papst Innocenz III. bestätigt, incl. der Kirche St. Michaelis.
Das Kloster wurde im Jahre 1288 in die Neustadt verlegt und mit weiteren Stiften vereinigt. 1369 überträgt Erzbischof Albrecht dem Stift St. Peter und Paul in der Neustadt das Patronatsrecht der Kirche St. Michaelis. Dies wird notariell bestätigt.
Im Zuge einer Belagerung Magdeburgs im Jahre 1213 durch Truppen des Kaisers Otto IV., wurde wie die anderen Vorstadtsiedlungen auch Sankt Michael komplett verwüstet, auf Geheiß des Erzbischofs Albert II (1207–1234) neu errichtet.
Bereits 1516, vor dem Besuch Martin Luthers in Magdeburg (1524), predigte neben den Magdeburger Dompredigern Johannes Scheyring und Andreas Kauxdorf, auch Ludolph Castrick, der Pfarrer der St. Michaeliskirche, entschieden gegen den Ablasshandel der Katholischen Kirche, das Diktat des heiligen Stuhls und andere kirchliche Missbräuche. Auch sagte er kommende Veränderungen in der Kirche voraus. Von den Katholiken wurde er für seine Einstellungen verfolgt. Er ist damit bereits in den Anfangstagen der Reformation der erste evangelische Pastor in Sudenburg / St. Michael.
Unter Führung des protestantischen Fürsten Moritz von Sachsen beginnt 1550 eine Belagerung Magdeburgs durch kaiserliche Truppen, in deren Verlauf die Vorstädte und Siedlungen erneut zerstört werden. Nach Beendigung der Belagerung 1551 werden sie wieder hergestellt, die verwüstete Kirche St. Michaelis jedoch nicht. Die Bewohner benutzen nun die Kirche St. Ambrosii in der Sudenburg. Die Siedlung besaß 100 Häuser.
Im Zuge der Belagerung und Zerstörung Magdeburgs im Jahr 1631 räumte der Magdeburger Kommandant Dietrich von Falkenberg, mit Zustimmung des Magdeburger Rats, am 21. April 1631 neben Sudenburg auch Sankt Michael. und lässt sie zerstörten, um Tillys Truppen besser aufhalten zu können.
1683 wird berichtet: „In dem dem Amte der Möllenvogtei zustehenden Flecken St. Michael geben 39 Hauswirte den Besitz an. In dem Orte war keine Kirche, auch kein Prediger. Die Bewohner gingen in den Dom zu Magdeburg und kommunicierten auch allda.“ (Steuerprofessions-Protok.)
Nach der Zerstörung von 1631 konnte sich die Siedlung nicht mehr eigenständig entwickeln. Ihr Siedlungsgebiet wurde durch Ausweitung der Magdeburger Festungsanlagen und die südwestlich ihrer alten Lage neu errichtete Landstadt Sudenburg überbaut. Ob bereits neu errichtete Häuser von St. Michael in die Sudenburg integriert wurden, ist leider nicht nachweisbar. Im Jahre 1812 verfügte der französische Kaiser Napoleon den Abriss der Vorstädte Magdeburgs, um Schussfreiheit für die Festung Magdeburg zu erhalten. Bis zum 1. April 1812 mussten alle Häuser der Sudenburg durch ihre Bewohner abgebrochen werden. Nach diesem Abriss lag das Siedlungsgebiet des ehemaligen Sankt Michael wüst.
In heutiger Zeit erinnert noch die nach ihr benannte St.-Michael-Straße in Magdeburg-Sudenburg an die ehemalige Siedlung. Im Jahre 1920 wurde von der Sudenburger St. Ambrosiusgemeinde der Entschluss gefasst eine Filialkirche zu bauen. Durch die Weltwirtschaftskrise war diese jedoch nicht mehr finanzierbar. Nur das Gemeindehaus in der Helmholtzstraße wurde fertiggestellt, dessen Saal als Gottesdienstraum genutzt wird. Die Kirchengemeinde erhielt in Anlehnung an die alte Siedlung den Namen St. Michael und wurde im Jahre 1953 eigenständig. Heute gehört St. Michael zum evangelischen Kirchspiel Magdeburg-Süd.